# Dumitrești, Ismail
Dumitrești (în ucraineană Дмитрівка, transliterat: Dmîtrivka) este un sat în comuna Chilia Nouă din raionul Ismail, regiunea Odesa, Ucraina.

## Demografie
Componența lingvistică a comunei Dumitrești
     Română (93,54%)
     Ucraineană (2,35%)
     Rusă (1,56%)
     Romani (1,11%)
     Alte limbi (0,44%)
Conform recensământului din 2001, majoritatea populației comunei Dumitrești era vorbitoare de română (93,54%), cu o minoritate de vorbitori de ucraineană (2,35%), de rusă (1,56%) și de romani (1,11%).